# 炭素固定
炭素固定（たんそこてい、英: carbon fixation, carbon assimilation）とは、無機的に（主に二酸化炭素の形で）存在する炭素を有機物質の形に変換して生体内に取り込む過程のこと。別名は、炭酸固定、二酸化炭素固定、炭素同化、炭酸同化など。生物が行う代謝活動の一部である。取り込まれた炭素は生体物質の一部となる。植物や藻類、シアノバクテリアなどが行う光合成（photosynthesis）による炭素固定のほか、ある種の微生物が行う化学合成（chemosynthesis）による炭素固定も知られている。
炭素固定を行う能力（autotrophy）をもつ生物は独立栄養生物（autotrophs）と呼ばれる。対して、自身では炭素を固定できず、外部から食べ物などの形で摂取する必要がある生物は従属栄養生物（heterotrophs）と呼ばれる（ヒトなど）。さらに独立栄養生物のうち、光（ほとんどの場合、太陽光）をエネルギーとして利用するものは光合成独立栄養生物（photoautotrophs）、無機物からエネルギーを取り出して利用するものは化学合成独立栄養生物（chemoautotrophs, chemolithoautotrophs）と呼ばれる。環境に応じて、異なる炭素源やエネルギー源を組み合わせる生物も多く存在する（混合栄養生物）。ちなみに、光を利用する生物がすべて独立栄養生物であるわけではない（光合成従属栄養生物）。

## 炭素固定の種類
これまでに6種類の炭素固定回路が見つかっている。もともと還元的ペントースリン酸回路のみが生物界に存在する炭素固定回路だと思われていたが、20世紀後半以降次々と新しい回路が発見されている。
1. 還元的ペントースリン酸回路（カルビン回路）：光合成生物のみに見られる
2. 還元的アセチルCoA回路（ウッド・リュンガル回路）：化学合成生物のみ
3. 還元的クエン酸回路（逆TCA回路）：光合成・化学合成生物
4. ジカルボキシレート/4-ヒドロキシ酪酸（DC/4-HB）サイクル：化学合成生物のみ
5. 3-ヒドロキシプロピオン酸/4-ヒドロキシ酪酸（3-HP/4-HB）サイクル：化学合成生物のみ
6. 3-ヒドロキシプロピオン酸（3-HP）二重サイクル：光合成生物のみ

### 還元的ペントースリン酸回路（カルビン回路）
多くの光合成生物に利用されており、今日の地球環境において最も広く分布している炭素固定回路である。光合成は、光エネルギーによって起こる光化学反応（明反応）およびそれに続く炭素固定（暗反応）からなる。光合成を行うすべての真核生物および多くの光合成細菌では、還元的ペントースリン酸回路が暗反応を担っている。明反応の過程で発生するATPとNADPHを利用して、暗反応では二酸化炭素（CO2）がグルコースなど有機化合物に変換される。CO2は、リブロースビスリン酸カルボキシラーゼ（RubisCO）によってリブロース-1,5-ビスリン酸（RuBP）と結合して3-ホスホグリセリン酸（G3P）に変換されることで生体に取り込まれる。還元的ペントースリン酸回路はRuBPの再生を伴う循環回路を形成する。ちなみにC4型およびCAM型光合成を行う植物は、CO2を炭酸イオン（HCO3-）に酵素的に変換したのち、いったんオキサロ酢酸の形で取り込む機構を有する。この機構により、生体内におけるCO2の濃度を高め、その後に続く還元的ペントースリン酸回路による本来の炭素固定の効率を高めている。還元的ペントースリン酸回路は古細菌からは見つかっておらず、現在この回路の起源はシアノバクテリアにあると考えられている。
酸素発生型光合成では、明反応において水が光分解して酸素が発生する。酸素非発生型光合成では、水以外の物質（水素、硫化水素、チオ硫酸など）が電子供与体として利用されるため、水の光分解は起こらず酸素も発生しない。物質収支を下に示す。
酸素発生型光合成の物質収支
- {\displaystyle {\ce {{6CO2}+ 12H2O -> {C6H12O6}+ {6H2O}+ 6O2}}}

酸素非発生型光合成の物質収支
- 硫化水素利用

{\displaystyle {\ce {{6CO2}+ 12H2S -> {C6H12O6}+ {6H2O}+ 12S}}}
- 水素利用

{\displaystyle {\ce {{6CO2}+ 12H2 -> {C6H12O6}+ 6H2O}}}

#### 光合成生物と炭素固定
酸素発生型の光合成を行う生物（真核生物およびシアノバクテリア）はすべて還元的ペントースリン酸回路で炭素固定を行っているのに対して、酸素非発生型の光合成を行う生物（嫌気性の細菌のみ）では、種によって炭素固定回路が異なる。
還元的ペントースリン酸回路
- 光合成真核生物
- シアノバクテリア

- 紅色硫黄細菌（purple sulfur bacteria; ガンマプロテオバクテリア）
- 紅色非硫黄細菌（purple non-sulfur bacteria; アルファプロテオバクテリア）
- 一部の緑色非硫黄細菌（green non-sulfur bacteria; クロロフレクサス）

（ただし、種によって部分的に差異がある）
3-ヒドロキシプロピオン酸二重サイクル
- 一部の緑色非硫黄細菌（green non-sulfur bacteria）

還元的クエン酸回路
- 緑色硫黄細菌（green sulfur bacteria; クロロビウム）[7]

上記以外の光栄養細菌は従属栄養生物で、炭素固定能力は持たない（ヘリオバクテリア、一部のアシドバクテリア、一部の緑色非硫黄細菌など）。また、光合成生物があまねく利用しているクロロフィル（またはバクテリオクロロフィル）を用いた光化学系とは別に、バクテリオロドプシンを用いた光化学系を利用する生物が存在するが（高度好塩菌など）、この中で炭素固定を行える生物は見つかっていない。

### 還元的アセチルCoA回路
嫌気呼吸によってメタンを生成する古細菌（メタン菌またはメタノジェン）や酢酸を生成する細菌（アセトジェン）、嫌気性アンモニア酸化反応（Anammox）を行う細菌（アナモックス細菌）などに見られる。水素（H2）を電子供与体として利用する。その起源は炭素固定回路の中で最も古いとも推測されており、現在この回路が見つかっているのは嫌気性の化学合成生物のみである。他の炭素固定回路と異なり、回路が循環しない。この回路はATP分子を１つしか必要としないため、嫌気性下でエネルギー源の限られた環境において有利となる。
還元的アセチルCoA回路では、2つのCO2分子がメチル基および一酸化炭素（CO）に還元される。それぞれメチル経路（methyl branch）、カルボニル経路（carbonyl branch）とも呼ばれる。生成したメチル基とCOはコエンザイムA（CoA）と結合してアセチルCoAを生じる。古細菌（メタン菌）と細菌（アセトジェンなど）ではメチル経路に違いがある。メタン菌では、CO2はメタノフランに結合してアルデヒド基となるのに対して（ホルミル・メタノフラン脱水素酵素）、アセトジェンではCO2はNADPHを利用してギ酸となる（ギ酸脱水素酵素）。いずれの場合も、CO2は最終的にテトラヒドロプテリンに付加されたメチル基の形で取り込まれる。もう一つのCO2は、二機能性の一酸化炭素脱水素酵素/アセチルCoA合成酵素（CODH/ACS）によってCOに還元された後、同じ酵素がCOと上述のメチル基をCoAに合体させることでアセチルCoAを生成する。細菌と古細菌の間で保存されているのはCODH/ACSのみ（カルボニル経路）である。
還元的アセチルCoA回路は逆向きにも進行する。例えば、メタン菌は酢酸をメチル基とCOに分解し、メチル基はメタンに還元する一方、COはCO2に酸化する。また、硫酸還元菌は硫酸の還元に並行して酢酸をCO2とH2にまで酸化する。

### 還元的クエン酸回路（逆TCA回路）
嫌気性または微好気性の化学合成細菌（アクウィフェクスやイプシロンプロテオバクテリアなど）や一部の酸素非発生型の光合成細菌（緑色硫黄細菌）などに見つかっている。水とCO2を利用して炭素固定を行うが、水素、硫化水素、チオ硫酸などが電子供与体として利用される。この回路はクエン酸回路の逆反応であり、２つのCO2分子からアセチルCoAを生じる。大部分の酵素はどちらの方向でも共通であるが、一部の酵素は異なっている。オキサロ酢酸の再生を伴う循環回路である。
還元的クエン酸回路はかつては一部の古細菌にも分布していると思われていたが、現在ではこれらの古細菌はジカルボキシレート/4-ヒドロキシ酪酸サイクルを使って炭素固定を行うことが確認されている。したがって、還元的クエン酸回路は細菌にのみ見つかっている。

### ジカルボキシレート/4-ヒドロキシ酪酸サイクル
この回路は古細菌（クレン古細菌）でのみ見つかっている。回路全体は大きく２つに分割して考えられる。1つ目はアセチルCoAからジカルボキシレートを経由してスクシニルCoAが生成するまでと、2つ目はスクシニルCoAから4-ヒドロキシ酪酸を経由して2分子のアセチルCoAに戻るまでである。２つのアセチルCoAのうちの一つは次のサイクルに再利用され、もう一つは他の有機物質の合成に使用される。この回路は嫌気性条件を必要とする。

### 3-ヒドロキシプロピオン酸/4-ヒドロキシ酪酸サイクル
この回路も古細菌（クレン古細菌）のみに見つかっている。スクシニルCoAから4-ヒドロキシ酪酸を経由してアセチルCoAに戻る部分は、ジカルボキシレート/4-ヒドロキシ酪酸サイクルと共通している。一方、アセチルCoAからスクシニルCoAまでは3-ヒドロキシプロピオン酸を経由する。CO2はHCO3-の形で取り込まれる。HCO3-への変換（カルボキシル化）は、ビオチン依存性のアセチルCoA/プロピオニルCoAカルボキシラーゼが触媒する。

### 3-ヒドロキシプロピオン酸二重サイクル
一部の緑色非硫黄細菌がこの回路をもつ。この回路は２つの循環経路からなっている。１つ目の経路はアセチルCoAから3-ヒドロキシプロピオン酸を経由してスクシニルCoAに至り、再びアセチルCoAに戻る。その過程でグリオキシル酸塩が生成する。この経路は部分的に3-ヒドロキシプロピオン酸/4-ヒドロキシ酪酸サイクルと同一である。2つ目の経路は、グリオキシル酸塩を取り込みつつ、アセチルCoAからメチルマリルCoAを経由して、再びアセチルCoAに戻る。この回路でも、CO2はHCO3-の形で取り込まれる。

## 炭素固定の起源と進化
炭素固定の起源について広く支持される結論は現在のところない。ただし、いくつかの炭素固定回路が、現存するすべての生物の共通祖先（LUCA）以前の時代にまでさかのぼる可能性があり、最初に誕生した生命が独立栄養生物であった可能性が議論されている。近年の研究では、LUCAは還元的アセチルCoA回路をもっていたことが示唆されている。還元的アセチルCoA回路の核であるCODH/ACSは酸素によって活動を阻害されるため、嫌気性条件下でのみ機能する。炭素固定回路のうち嫌気性条件を必要とするものは、還元的アセチルCoA回路、還元的クエン酸回路、そしてジカルボキシレート/4-ヒドロキシ酪酸サイクルがあるが、細菌および古細菌の両方に存在が確認されている炭素固定回路は還元的アセチルCoA回路のみである。
一方、好気性条件下で最も成功している炭素固定回路である還元的ペントースリン酸回路の起源は、酸素発生型の光合成を生み出したシアノバクテリア以前にはさかのぼらない。還元的ペントースリン酸回路がもつRubisCOと相同性のあるタンパク質（RubisCO-like proteins; RLPs）は細菌・古細菌に広く分布しており、光合成の有無、炭素固定の有無に関係がない。実際、RLPsはRubisCOとは異なる機能を持っている。そのため、RLPsとRubisCOの共通祖先はもともと炭素固定とは違う機能をもっていたと推測されている。

## 従属栄養生物の炭素固定
従属栄養生物は、基本的には無機的炭素（CO2）を取り込むことはできない。しかしながら、一部の生物についてCO2が取り込まれうることが確認されている。こうした経路は、主要な代謝経路の中間物質を補充するための化学反応（アナプレロティック反応）に見られる。すなわち、独立栄養生物のようにCO2を取り込むことを目的とした回路をもっているわけではなく、あくまで他の代謝経路の補助の形でCO2が一部取り込まれる。よく知られる例として、クエン酸回路の中間物質であるオキサロ酢酸をピルビン酸から生成する経路がある。生体内において一部のCO2は炭酸イオン（HCO3-）として存在する。この炭酸イオンがピルビン酸カルボキシラーゼによってオキサロ酢酸に変換され、クエン酸回路に取り込まれる。

## 炭素隔離
生物の炭素固定機能を利用して、大気中の二酸化炭素を削減することが考えられている。